# Anchusa
Anchusa L. es un género de la familia Boraginaceae con alrededor de 40 especies nativas de Asia, Europa, norte de África y Sudamérica y se ha extendido a Norteamérica.

## Descripción
Son plantas anuales o bienales, perennes con las características de la borraja. Están generalmente cubiertas de pelusa. Las hojas son simples u onduladas cubierta por pelos.
Las flores son pequeñas, simétricas y de color azul conservando su color largo tiempo. Tienen cinco sépalos en su base y cinco pétalos que forman un tubo estrecho. Las flores crecen en cimas axilares, simples o en racimos. Son polinizados por las abejas.

## Taxonomía
El género fue descrito por Carlos Linneo  y publicado en Species Plantarum 1: 133–134. 1753. La especie tipo es: Anchusa officinalis L.
Etimología
Anchusa: nombre genérico del latín anchusa para una planta utilizada como cosmético o como emoliente para calmar y suavizar la piel.

## Especies
- Anchusa aegyptiaca (L.) A.DC.
- Anchusa aggregata Lehm.
- Anchusa arvensis (L.) M.Bieb.
  - Anchusa arvensis subsp. arvensis
- Anchusa atlantica Ball
- Anchusa aucheri A.DC.
- Anchusa azurea Mill.
- Anchusa barrelieri Vitman
- Anchusa caespitosa Lam.
- Anchusa calcarea Boiss.
- Anchusa capellii Moris
- Anchusa capensis Thunb. - Buglosa del Cabo
- Anchusa cretica Miller
- Anchusa crispa Viv.
- Anchusa davidovii Stoj.
- Anchusa formosa Selvi, Bigazzi & Bacch. 1997 sp. nov. : (Sardinia)
- Anchusa gmelinii Ledeb.
- Anchusa hispida Forssk.
- Anchusa hybrida Ten.
- Anchusa italica Retz.
- Anchusa leptophylla Roem. & Schult.
- Anchusa leucantha  Selvi & Bigazzi 2003 sp. nov.
- Anchusa littorea Moris
- Anchusa macedonica Degen & Dörfl.
- Anchusa macrosyrinx Rech.f.
- Anchusa mairei Gusul.
- Anchusa milleri Spreng.
- Anchusa ochroleuca M.Bieb.
- Anchusa officinalis L.
  - A. officinalis L. ssp. intacta (Griseb.) Selvi & Bigazzi
- Anchusa ovata Lehm.
- Anchusa procera Besser
- Anchusa pseudogranatensis (Br.-Bl. & Maire)
- Anchusa puechii Valdés
- Anchusa pusilla Gusul.
- Anchusa samothracica Bigazzi & Selvi
- Anchusa sartorii Gusul.
- Anchusa sempervirens L.
- Anchusa spruneri Boiss.
- Anchusa strigosa Sol.
- Anchusa stylosa M.Bieb.
  - Anchusa stylosa M.Bieb. ssp. spruneri (Boiss.) Selvi & Bigazzi
- Anchusa subglabra A.Caball.
- Anchusa thessala Boiss. & Spruner 1849
- Anchusa tiberiadis Post
- Anchusa undulata L. 
  - Anchusa undulata subsp. hybrida Ten
  - Anchusa undulata subsp. granatensis (Boiss.) Valdés
  - Anchusa undulata subsp. lamprocarpa Br.-Bl. & Maire
  - Anchusa undulata subsp. viciosoi Laínz
  - Anchusa undulata ssp. sartorii (Gusul.) Selvi & Bigazzi
- Anchusa variegata (L.) Lehm.
- Anchusa velenovskii (Gusul.) Stoj.